# Adesmia parvifolia
Adesmia parvifolia  es una especie  de planta con flores de la familia Fabaceae. Es originaria de Chile.

## Taxonomía
Adesmia parvifolia fue descrita por Rodolfo Amando Philippi y publicado en Linnaea 28: 683. 1856.
Etimología
Adesmia: nombre genérico que deriva de las palabras griegas: 
a- (sin) y desme (paquete), en referencia a los estambres libres.
parvifolia: epíteto latíno que significa "con hojas pequeñas"
Sinonimia
- Adesmia parvifolia var. axillaris (Phil.) Reiche
- Patagonium axillare (Phil.) Kuntze
- Patagonium lanatum var. axillaris (Phil.) Speg.
- Patagonium parvifolium (Phil.) Kuntze
- Patagonium parvifolium var. axillare (Phil.) Reiche[4][5]